# 검찰 측 증인
《검찰 측 증인》(영어: Witness for the Prosecution)은 1957년 개봉한 미국의 법률 스릴러 드라마 영화이다. 빌리 와일더가 감독과 공동 각본을 맡았으며, 애거사 크리스티의 동명 희곡이 원작이다.

## 출연진
- 타이론 파워
- 마를레네 디트리히
- 찰스 로턴
- 엘사 랜체스터
- 존 윌리엄스
- 헨리 대니엘
- 이언 울프
- 토린 새처
- 노마 바든
- 우나 오코너
- 루타 리

 크레디트 미기재
- 에디 베이커
- 프랭클린 파넘
- 베스 플라워스

## 기타 제작진
- 미술: 얼렉선드레 트러우네르, 하워드 브리스틀
- 분장: 구스타프 노린
- 의상: 이디스 헤드, 조 킹